# Lac Akan
Pour les articles homonymes, voir Akan.
Le lac Akan (阿寒湖, Akan-ko) est situé à Kushiro, Hokkaidō au Japon. Il se trouve dans le parc national d'Akan et constitue un des sites Ramsar au Japon,.

## Histoire

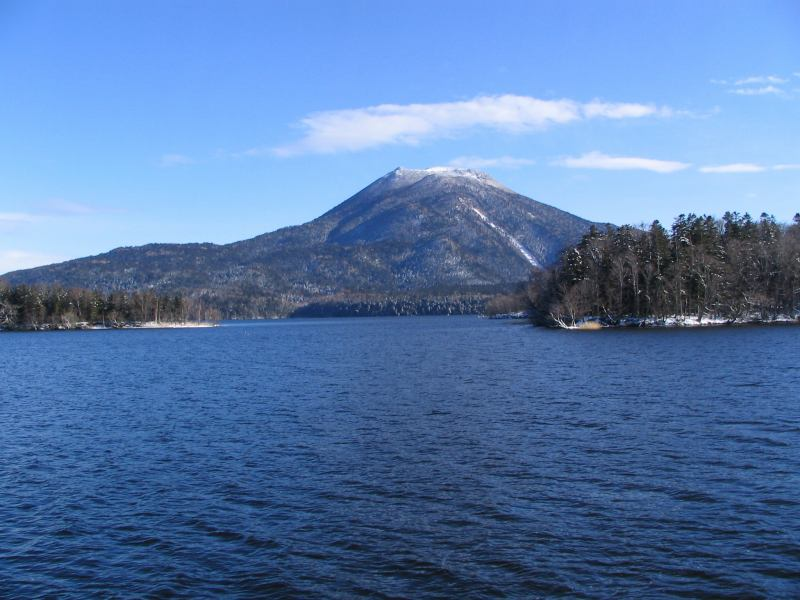
Le lac Akan au début de l'hiver.

L'activité volcanique a créé le lac il y a quelque 6 000 ans, quand un barrage s'est formé. Le lac avait une transparence de 8 à 9 mètres dans les années 1930, mais la pollution due aux stations thermales locales a réduit cette transparence à 3 ou 4 mètres.

## Flore et faune

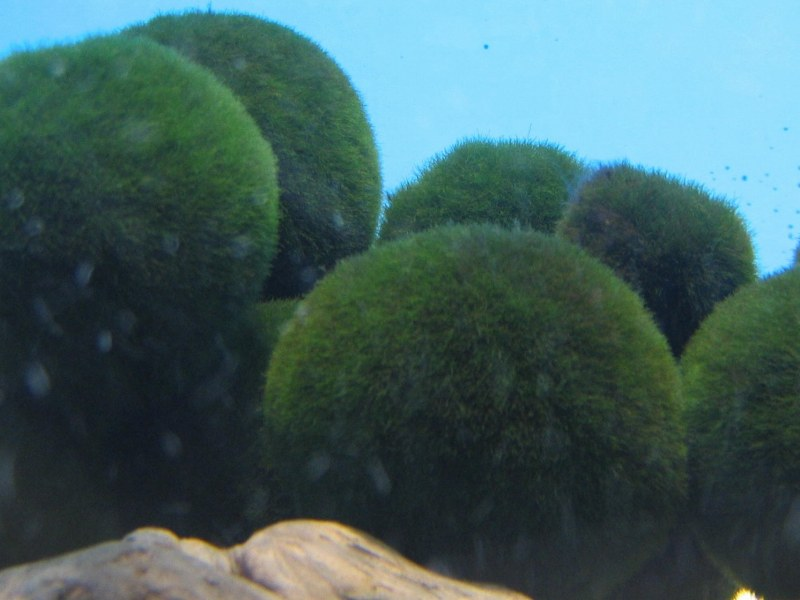
Marimos au fond du lac Akan.

Le lac est connu pour le marimo (Aegagropila linnaei), algues qui s'agrègent en formes sphériques de 2 à 15 cm de diamètre. La flore suivante est aussi présente dans le lac.
- Roseau commun
- Nuphar sp.
- Potamogeton crispus
- Hydrilla verticillata
- Myriophyllum verticillatum
- Vallisneria gigantea
- Melosira italica
- Asterionella formosa
- Synedra

Les saumons Kokanee (Oncorhynchus nerka) sont originaires du lac Akan. 
Parmi la faune du lac, on trouve. 
- Zooplancton : 
  - Daphnia longiremis
  - Bosmina coregoni
  - Eurytemora affinis
- Fond : 
  - Chironomus plumosus
  - Tubificidae
- Poisson : 
  - Cyprinus carpio
  - Carassius
  - Hypomesus olidus
  - Leuciscus hakonensis